# کورودره (شاوشات)
کورودره (به ترکی استانبولی: Kurudere) یک منطقهٔ مسکونی در ترکیه است که در شاوشات واقع شده‌است. کورودره ۱۳۰ نفر جمعیت دارد.